# 代数拡大
抽象代数学において、体の拡大 L/K は次を満たすときに代数的（英: algebraic）であると言う。L のすべての元は K 上代数的である、すなわち、L のすべての元は K 係数のある 0 でない多項式の根である。代数的でない体の拡大、すなわち超越元を含む場合は、超越的 (transcendental) と言う。
例えば、体の拡大 R/Q, すなわち有理数体の拡大としての実数体は、超越的であるのに対し、体の拡大 C/R や Q(√2)/Q は代数的である。ここで C は複素数体である。
すべての超越拡大は無限次元の拡大である。言い換えるとすべての有限次拡大は代数的ということになる。しかしながら逆は正しくない。無限次代数拡大が存在する。例えば、代数的数体は有理数体の無限次代数拡大である。
a が K 上代数的であれば、K 係数の a による多項式全体の集合 K[a] は環であるだけでなく体である：K 上有限次の K の代数拡大である。逆もまた正しく、K[a] が体ならば a は K 上代数的である。特別な場合として、K = Q が有理数体のときは、Q[a] は代数体の例である。
非自明な代数拡大をもたない体は代数的閉体と呼ばれる。例は複素数体である。すべての体は代数的閉であるような代数拡大をもつ（これは代数的閉包と呼ばれる）が、これを一般に証明するには選択公理が必要である。
拡大 L/K が代数的であることと L のすべての部分 K-代数が体であることは同値である。

## 性質
代数拡大のクラスは体拡大の distinguished class をなす。すなわち、以下の3つの性質が成り立つ。
1. E が F の代数拡大であり F が K の代数拡大であれば、E は K の代数拡大である。
2. E と F が共通の overfield C において K の代数拡大であれば、合成体 (compositum) EF は K の代数拡大である。
3. E が F の代数拡大で E ⊃ K ⊃ F であれば、E は K の代数拡大である。

これらの有限項の結果は超限帰納法を用いて一般化できる：
1. 基礎体上の代数拡大の任意の鎖の合併はそれ自身同じ基礎体上の代数拡大である。

この事実と（半順序集合を適切に取って）ツォルンの補題を合わせれば代数拡大の存在がいえる。

## 一般化
モデル理論は代数拡大の概念を任意の理論に一般化する。M の N への埋め込みは、N のすべての元 x に対して、M にパラメータをとるある 論理式 p が存在して p(x) が真かつ集合
{\displaystyle \left\{y\in N\mid p(y)\right\}}
が有限であるようなときに、代数拡大と呼ばれる。この定義を体の理論に適用することで通常の代数拡大の定義が得られることがわかる。N の M 上のガロワ群は再び自己同型の群として定義することができ、ガロワ群の理論の多くの部分は一般の場合に発達させることができることがわかる。